# Matt Holland
Matthew "Matt" Rhys Holland (Bury, 11 de abril de 1974) é um ex-jogador de futebol. Nasceu em Inglaterra, mas é futebolista da Irlanda. 